# Great Holland
Great Holland – wieś w Anglii, w hrabstwie Essex. Leży 51 km na wschód od miasta Chelmsford i 98 km na wschód od Londynu. W 2015 miejscowość liczyła 706 mieszkańców.